# 宮ヶ浜水泳場
宮ヶ浜水泳場（みやがはま すいえいじょう）は、日本の滋賀県近江八幡市沖島町宮ヶ浜に所在する、琵琶湖に面した水泳場（湖水浴場）。宮ヶ浜を利用した水泳場であり、休暇村近江八幡（近江八幡の国民休暇村）の一施設である。

## 特徴
琵琶湖国定公園指定区域（第2種特別地域）内にある宮ヶ浜は、沖合に沖島、後方に長命寺山を擁し、水際まで芝生が生えている全長約400mの砂浜である。水域は遠浅で、付近一帯はプレジャーボートの乗り入れ禁止区域となっている。
水泳場としては、売店、カフェテリアなどを完備しており、カヌー教室も開かれている。
また、隣接する施設として、同じ休暇村近江八幡内の子供向けプール（有料）やキャンプ場（近江八幡キャンプ場）、宿泊施設などがある。
環境省選定「日本の水浴場88選」などに選ばれている。また、読売テレビ製作のテレビ番組『鳥人間コンテスト選手権大会』の第1回から第3回までの会場であった。

## 年表
- ????年[いつ?]：宮ヶ浜水泳場が開所される。
- 1950年（昭和25年）7月24日：琵琶湖を中心とする複数地域が日本初の国定公園である琵琶湖国定公園に指定され、近江八幡市沖島町の一部（沖島や宮ヶ浜を含む）は第2種特別地域となる[3]。
- 1977年（昭和52年）7月2日：宮ヶ浜水泳場を会場に、第1回鳥人間コンテスト選手権大会（読売テレビ）が開催される。
  - その後、1979年（昭和54年）7月20日に行われた第3回大会まで当地が会場となったが、その翌年の第4回大会からは彦根市の松原水泳場に変わっている。
- 1998年（平成10年）3月12日：宮ヶ浜水泳場が環境庁（現・環境省）選定「日本の水浴場55選」に入選。
- 2001年（平成13年）3月23日：宮ヶ浜水泳場が環境省選定「日本の水浴場88選」に入選[4]。

## 位置情報
- 北緯35度11分21.8秒 東経136度04分56秒 / 北緯35.189389度 東経136.08222度
- 宮ヶ浜水泳場 - 地理院地図
- 滋賀県近江八幡市沖島町宮ヶ浜（宮ヶ浜水泳場） - Google マップ

## 交通アクセス
公共交通機関
- JR東海道本線（琵琶湖線）および近江鉄道八日市線（万葉あかね線）近江八幡駅から近江鉄道バス（休暇村行き）で約35分。休暇村停留所下車、徒歩すぐ[6][5]。

自動車
- 名神高速道路竜王ICから長命寺経由で約35分、大中町経由で約40分。

## 近隣の水泳場
- （北東方向） ←　さいかち浜水泳場（長浜市内）　-　宮ヶ浜水泳場　-　湖岸緑地岡山園地内、牧水泳場（近江八幡市牧町地先）　→ （南西方向）

なお、北東方向の彦根市には松原水泳場と新海浜水泳場があったが、2024年（令和6年）に公設の水泳場としては廃止された。